# Ustroń
Ustroń (udtale: [ˈustrɔɲ]  ( hør) tysk: Ustron)  er en kurby i den   sydlige  del af  voivodskabet Schlesien i  det sydlige Polen. Byen   har 16.118(2021) indbyggere og et areal på	58,92 km², og er en del af powiatet Cieszyn. Den ligger i bjergkæden de Schlesiske Beskider, nær  Równica og Czantoria Wielkabjergene.

## Historie
Bosættelsen blev første gang nævnt i et latinsk dokument fra Wrocław bispedømme kaldet Liber fundationis episcopatus Vratislaviensis (en) fra omkring 1305 som genstand i Ustrona. Det betød, at landsbyen var i gang med at blive opmålt (størrelsen på den jord, der skulle betales en tiende] fra var endnu ikke præcis). Oprettelsen af landsbyen var en del af en større bosættelseskampagne, der fandt sted i slutningen af det 13. århundrede i området, der senere skulle blive kendt som Øvre Schlesien.
Politisk tilhørte landsbyen oprindeligt Hertugdømmet Teschen, dannet i 1290 i processen med feudal fragmentering af Polen, og blev styret af en lokal gren af Piast-dynastiet. I 1327 blev hertugdømmet en del af Kongeriget Bøhmen, som efter 1526 blev en del af Habsburg-monarkiet.